# Björ Anders Hansson

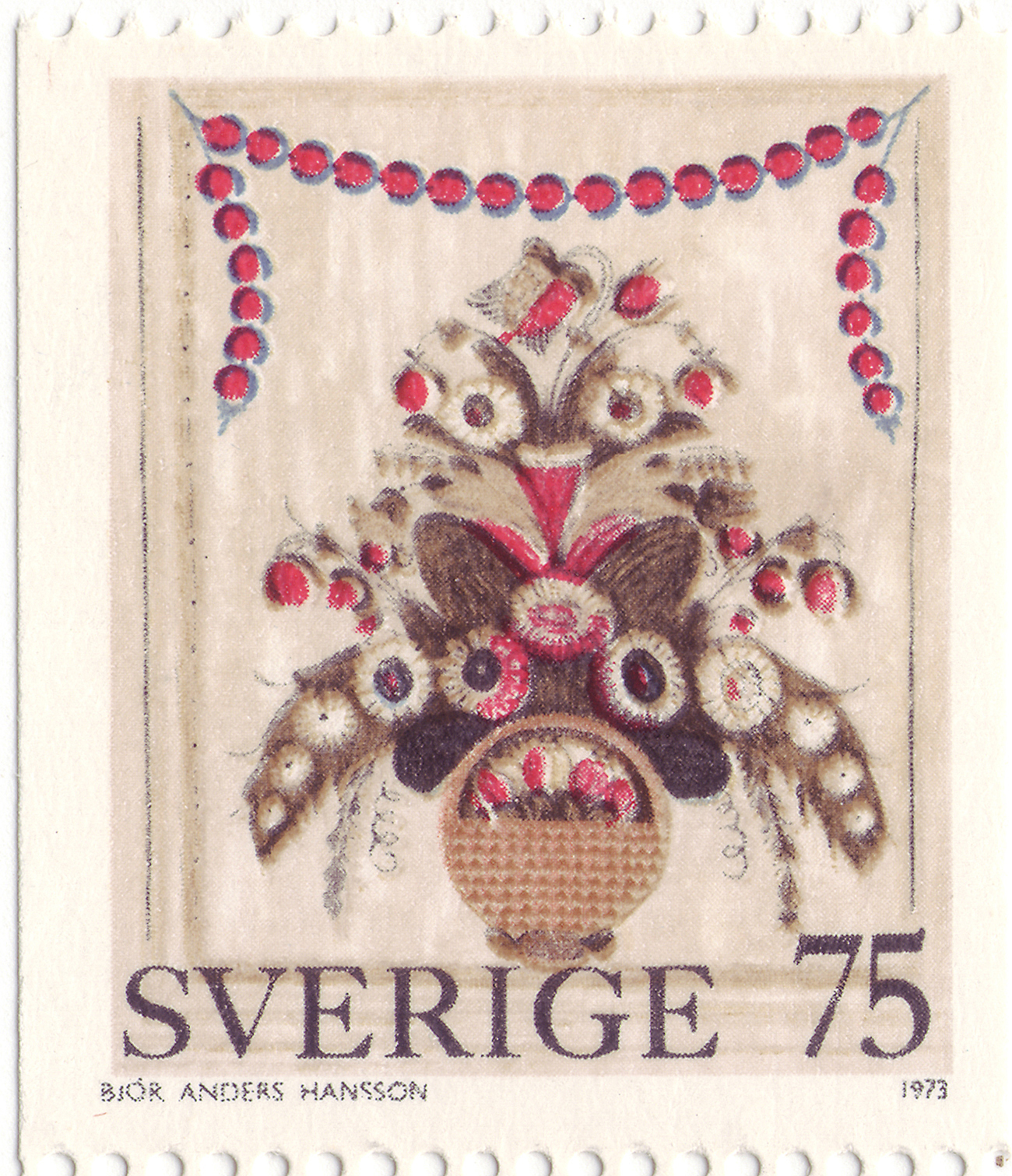
Julfrimärke från 1973, originalet "Kurbits i korg" som tillhör Rättviks hembygdsförening är troligen målat ca. 1805.

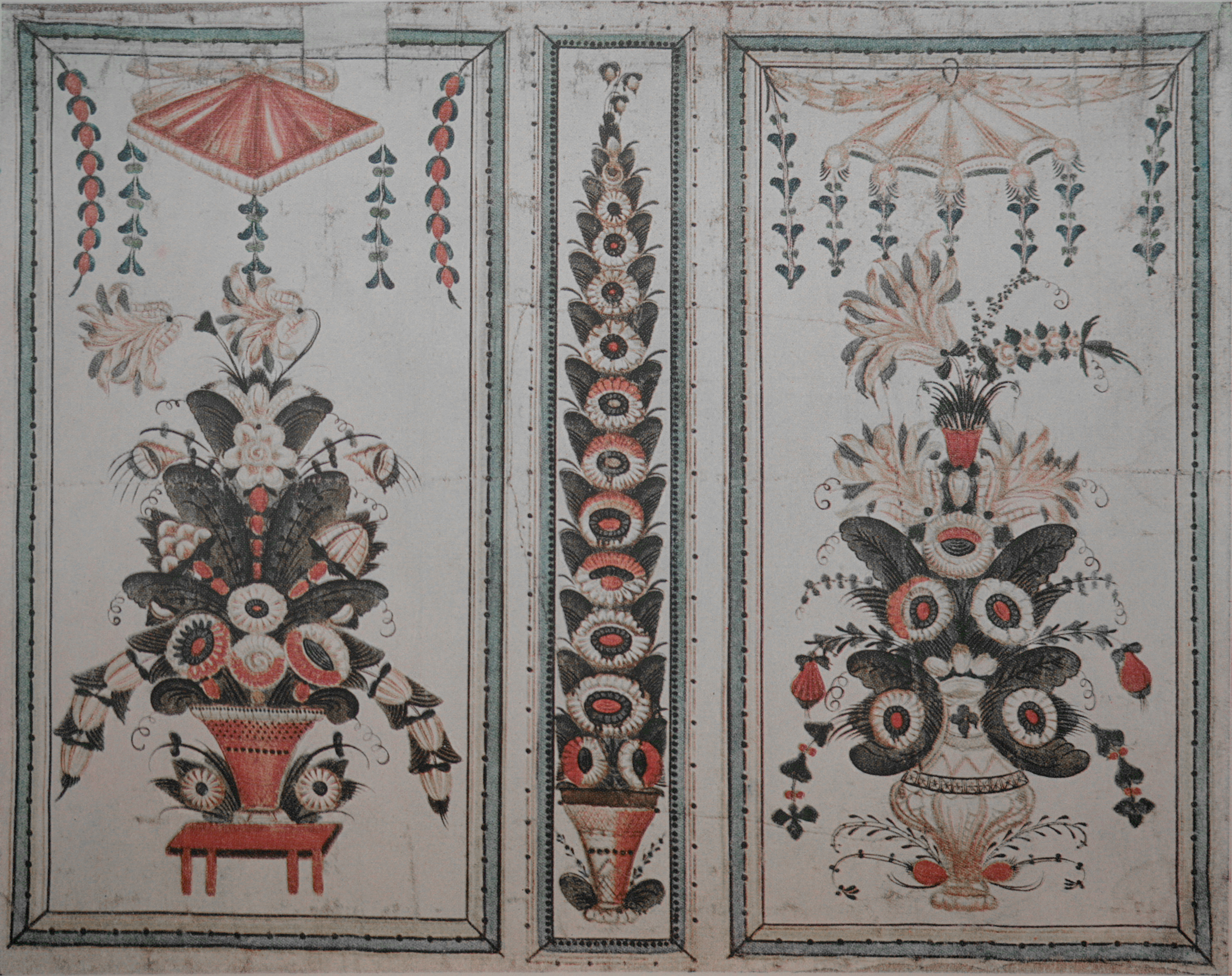
Två kurbitsfält från Övre Gärdsjö, Rättviks socken, målat ca. 1805. Originalet tillhör Nordiska museet, Stockholm.

Björ Anders Hansson, född 12 juli 1775 i Övre Gärdsjö, Rättviks socken, Kopparbergs län död 1837 i Jättendals socken, Gävleborgs län, var en dalmålare.
Han var verksam i både Dalarna och Hälsingland som målare och signerade sina arbeten först med "målatt af drängen AHS" och efter 1805 med "målatt af AHS".

## Biografi
Anders Hansson växte upp i Övre Gärdsjö i Rättviks socken i Dalarna, som yngst i en syskonskara på fem barn. Föräldrar var Hans Ersson Björn (1721–1778) och Anna Johansdotter (1734–1814), båda från Övre Gärdsjö. När Anders Hansson var tre år dog hans far under så kallat herrarbete i Stockholm, så modern fick ensam ta hand om gården och barnen. Det antecknades i husförhörslängderna att han redan före åtta års ålder kunde återge katekesen utantill, liksom delar ur de övriga kyrkböckerna.
Anders Hansson gifte sig 1805 med Sors Brita Hansdotter från Nedre Gärdsjö och de fick tre barn, varav en dotter dog knappt ett år gammal, de andra två hann bli tio och fem år gamla innan deras mor dog 1816, vid 37 års ålder. Anders stod ensam med sina två barn; hans mor har dött två år tidigare och hans två bröder har dött tidigare av olyckor och krig, även en av hans systrar har dött några år tidigare. År 1819 lämnade han socknen och tog sina två barn och flyttade till Hälsingland. Han var sedan tidigare bekant med landskapet genom sina många arbetsvandringar dit. Det noteras i husförhörslängden att han har fått papper på att han kan flytta till Bjuråkers socken men där flyttar de aldrig in, så han är under resten av sitt liv aldrig skriven någonstans. Anders Hansson dog 1837 i Jättendal i Hälsingland.
Sonen Hans blev också dalmålare och de arbetade tillsammans i slutet av 1820-talet. Björ Anders Hansson var även morbror till bröderna Olof Larsson Wikström och Lars Wikström/Ryttare.

## Måleriarbeten
Björ Anders Hansson målade under pseudonymen "drängen AHS" och gäckade forskningen vad gäller sin rätta identitet i många år, ända fram till början av 1980-talet. Ändå kunde många äldre personer på 1920-talet fortfarande erinra sig att Björ Anders Hansson var en av de förnämsta stormålarna före 1830-talet. Först 1984 kunde Björ Anders Hanssons levnadsbana presenteras i en skrift från Dalarnas museum. Han verkade förutom i hemmasocknen i Dalarna i Hälsingland och Gästrikland och det lär finnas omkring 170 kända målningar av honom. De bibliska motiven är få och något osäkra i formen; de flesta motiven föreställer blomsterurnor, med blomstergirlander på gustavianskt manér men hans sätt att måla städer är något utöver det vanliga. 
Det finns målningar gjorda av honom på bland annat Nordiska museet i Stockholm, Dalarnas museum, Edsbyns museum, Söderhamns stadsmuseum i Söderhamn och Gävleborgs länsmuseum i Gävle. Anders Hansson signerade sina målningar med "målat av drängen AHS" fram till 1805, då han gifte sig och därefter bara "målat av AHS".
Hansson målade i Hassela kyrka 1827 och var en av flera olika målare som arbeta med inredningen där under 1820-talet. År 1828 utförde han arbeten i Bergsjö kyrka. Vid ungefär samma tid var han aktiv som inredningsmålare på gårdar i trakterna omkring Bergsjö och Bjuråker.

### Lista över kända verk

#### Museer
- Dalarnas museum: Flera rumsinredningar från Rättvik och Boda.
- Nordiska museet: Ett gavelstycke och fem fält med blomsterurnor från Rättvik. Två rumsinredningar, från Ovanåker.
- Hälsinglands museum: Två blomsterurnor, från Jättendal.
- Söderhamns stadsmuseum: Hel rumsinredning med blomsterurnor och girlander, från Ovanåker.
- Edsbyns museum: Blomsterurna från Ovanåker.
- Länsmuseet Gävleborg: Hel rumsinredning med blomsterurnor och girlander samt figurer, från Valbo, målat tillsammans med Säbb Johan Danielsson. Numera är dessa målningar försvunna.

#### Hembygdsföreningar och gammelgårdar
- Ovansjö hembygdsgård: Ett helt och ett halvt väggfält, från Ovansjö.
- Arbrå Fornhem: Ett väggfält med blomsterurna och drapering, från Arbrå.
- Ovanåkers hembygdsförening: Rumsinredning med blomsterurnor och diverse mönster, från Ovanåker.
- Rättviks hembygdsförening: Nio väggfält med blomsterurnor och blomstergirlander, från Rättvik.
- Bergsjö gammelgård: En blomsterurna, från Bergsjö.
- Bjuråkers forngård: Fyra målningar.
- Mårtes i Edsbyn: interiörmåleri daterat 1811.[9]

#### Privata ägare
Det finns ett stort antal kända målningar som är kvar på sina gårdar där de en gång målades och de gårdarna finns bland annat i Alfta, Valbo, Bjuråker, Arbrå, Ovanåker, Järvsö, Forsa och Bergsjö socknar.